# Gleditsia vestita
Gleditsia vestita é uma espécie vegetal da família Fabaceae.
Apenas pode ser encontrada no seguinte país: China.